# Muro (kommun i Balearerna)
Muro är en kommun i Spanien. Den ligger i den autonoma regionen Balearerna i östra delen av landet. Antalet invånare är 8 115 (2024). Arean är 58,61 kvadratkilometer. Muro ligger på ön Mallorca. Muro gränsar till Alcúdia, Sa Pobla, Llubí och Santa Margalida. 